# Sam Matekane
Sam Matekane, né le 15 mars 1958 dans le village de Mantsonyane (district de Thaba-Tseka, Lesotho), est un homme d'affaires et un homme politique lesothien. Il est le Premier ministre du Lesotho depuis le 28 octobre 2022.

## Biographie
Issu d'une famille modeste de paysans, il se lance dans l'élevage d'ânes puis s'enrichit en diversifiant ses activités, notamment dans les mines. Il est aujourd'hui à la tête du groupe MGC, qui possède des intérêts dans de nombreuses entreprises, dont Gem Diamonds, qui exploite la mine de Letseng, connue pour avoir produit un diamant de 910 carats en 2018. Considéré comme l'homme le plus riche du Lesotho, il finance différents projets collectifs (écoles, stade, théâtre, vaccins contre le covid).

### Politique
En mars 2022, il lance le parti politique Révolution pour la prospérité en vue des élections législatives du 7 octobre 2022. Alors qu'il ne faisait pas figure de favori, il remporte 56 des 120 sièges et frôle la majorité absolue, ce qui le met en position de force pour devenir premier ministre du pays.
Le 11 octobre, il annonce la formation d'une coalition de gouvernement avec deux autres partis, l'Alliance des démocrates et le Mouvement pour un changement économique, qui ont remporté respectivement 5 et 4 sièges.